# Kosmos 971
Kosmos 971, sovjetski vojni navigacijski i komunikacijski satelit iz programa Kosmos. Vrste je Parus.
Lansiran je 23. prosinca 1977. godine u 16:24 s kozmodroma Pljesecka, s mjesta 132/1. Lansiran je u nisku orbitu oko planeta Zemlje raketom nosačem Kosmos-3M 11K65M. Orbita mu je 974 km u perigeju i 1006 km u apogeju. Orbitne inklinacije je 82,93°. Spacetrackov kataloški broj je 10536. COSPARova oznaka je 1977-122A. Zemlju obilazi u 104,90 minuta.
Iz misije je ostao još jedan dio koji je ostao kružiti u niskoj orbiti.

## Vanjske poveznice
- N2YO.com Search Satellite Database (engl.)
- Celes Trak SATCAT Format Documentation (engl.)
- Kunstman  Arhivirana inačica izvorne stranice od 12. kolovoza 2019. (Wayback Machine) Satellites in Orbit (engl.)